# Spaghetti alle vongole
Pour les articles homonymes, voir Spaghetti et Palourde.
Les spaghetti alle vongole (ou spaghetti con le vongole, en italien, prononcé : [spaˈɡetti alle ˈvoŋɡole] ; en français : spaghettis aux palourdes) sont une recette de cuisine traditionnelle des cuisines napolitaine et italienne, à base de spaghettis, de palourdes et de persillade,.

## Caractéristiques
Cette recette emblématique de la cuisine napolitaine (et de repas traditionnel de réveillon de Noël napolitain, Cena della Vigilia di Natale) étendue à la cuisine italienne des bords des mers Méditerranée, Tyrrhénienne et Adriatique, et au monde entier, est traditionnellement préparée de deux façons : 
- « in bianco » (en blanc) au vin blanc, huile d'olive et persillade[8] ;
- « in rosso » (en rouge) à la sauce tomate, ou tomate cerise, tomate séchée, poivron grillé et piment.

La fraîcheur des palourdes (dessablées), l'eau de mer de cuisson au vin blanc italien (sec de préférence) et à l'huile d'olive (de meilleure qualité possible) participent au gout de la recette. Un surcroît de sauce tomate et de bouillon de palourde peut servir à préparer un cocktail César pour accompagner la recette. 
Des variantes de recettes peuvent remplacer les spaghettis par du vermicelle, des linguine, ou des tagliatelles, aux couleurs nationales de l'Italie (verte, blanche, rouge, ou noire sépia à l'encre de seiche). Les palourdes peuvent être remplacées par des coques, des moules, ou des fruits de mer, et la persillade par du pesto ou du basilic. L'ajout de crème fraîche et de parmesan (parmigiano reggiano) est à l'origine d'un éternel grand débat international fervent sans fin, vis-à-vis de la dénaturation ou non du goût originel des palourdes de la recette.

## Au cinéma
- 1988 : Le Grand Bleu, de Luc Besson, dans la scène du repas de spaghettis aux palourdes bianco (sous le nom de spaghetti del mar, « de la mer ») avec Enzo, Jacques, Johanna, et la mama d'Enzo, au restaurant panoramique du bord de mer de Taormine en Sicile  (Youtube).

## Galerie

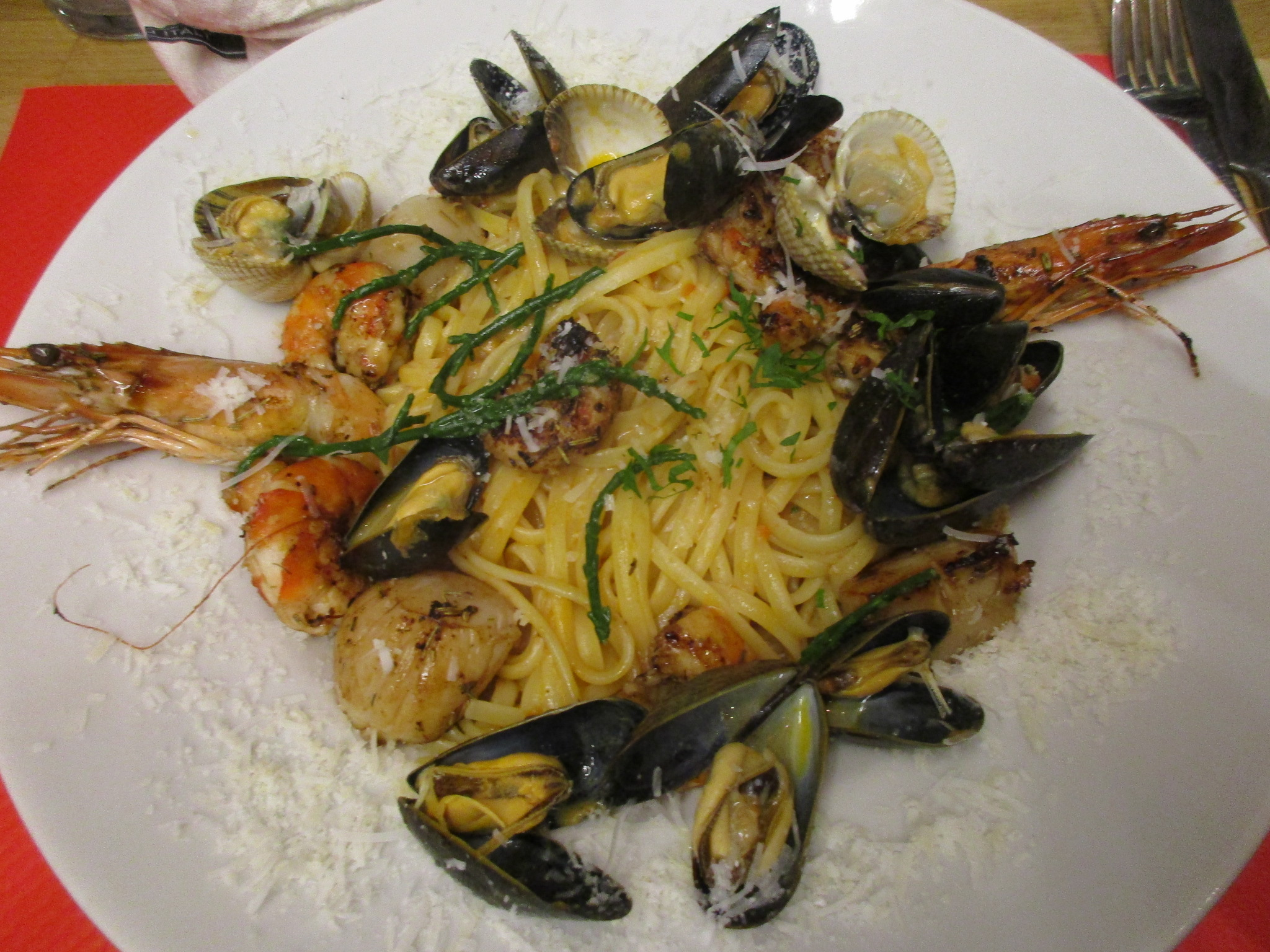
Linguine aux fruits de mer.
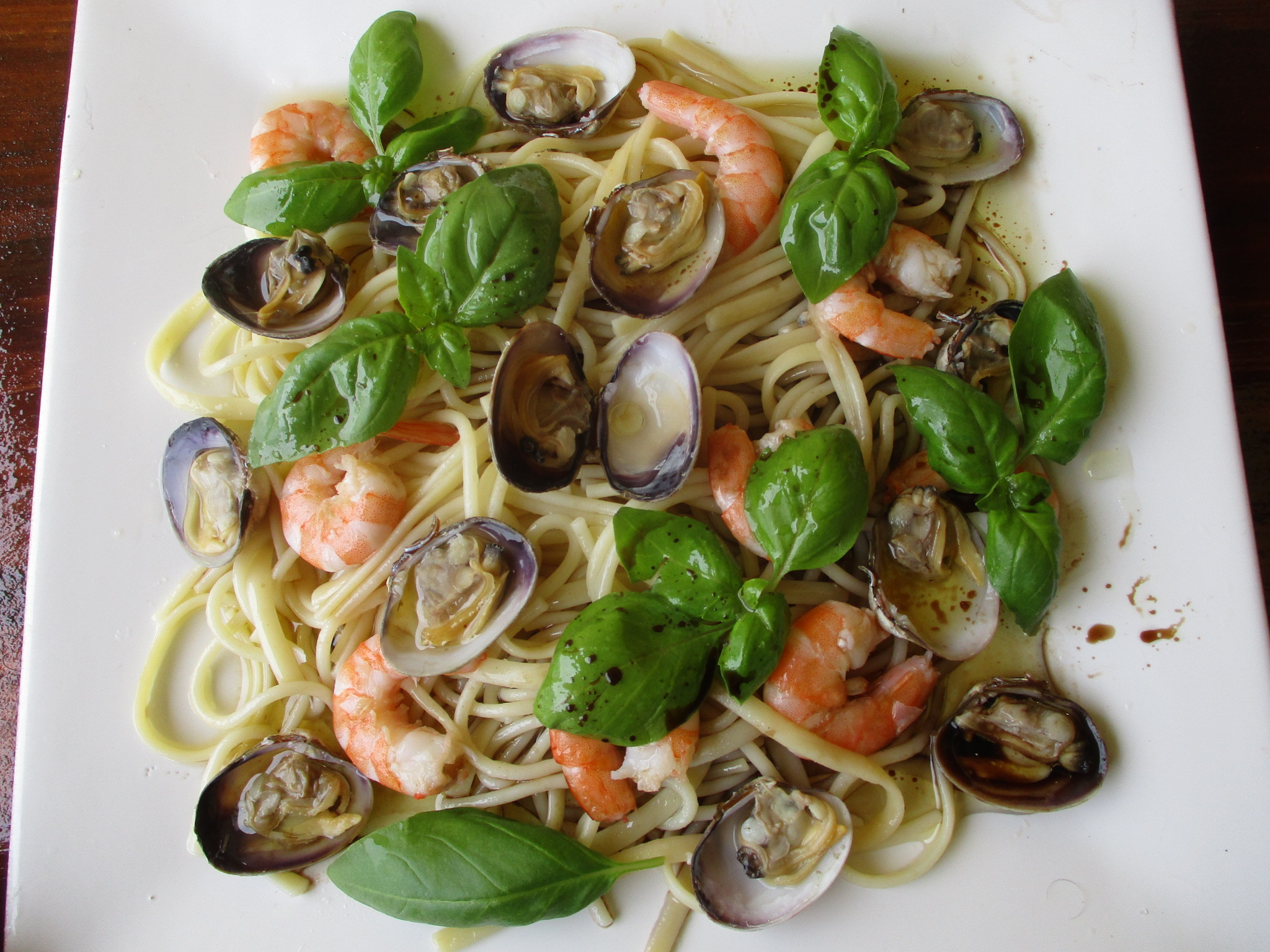
Avec crevettes, basilic et balsamique.
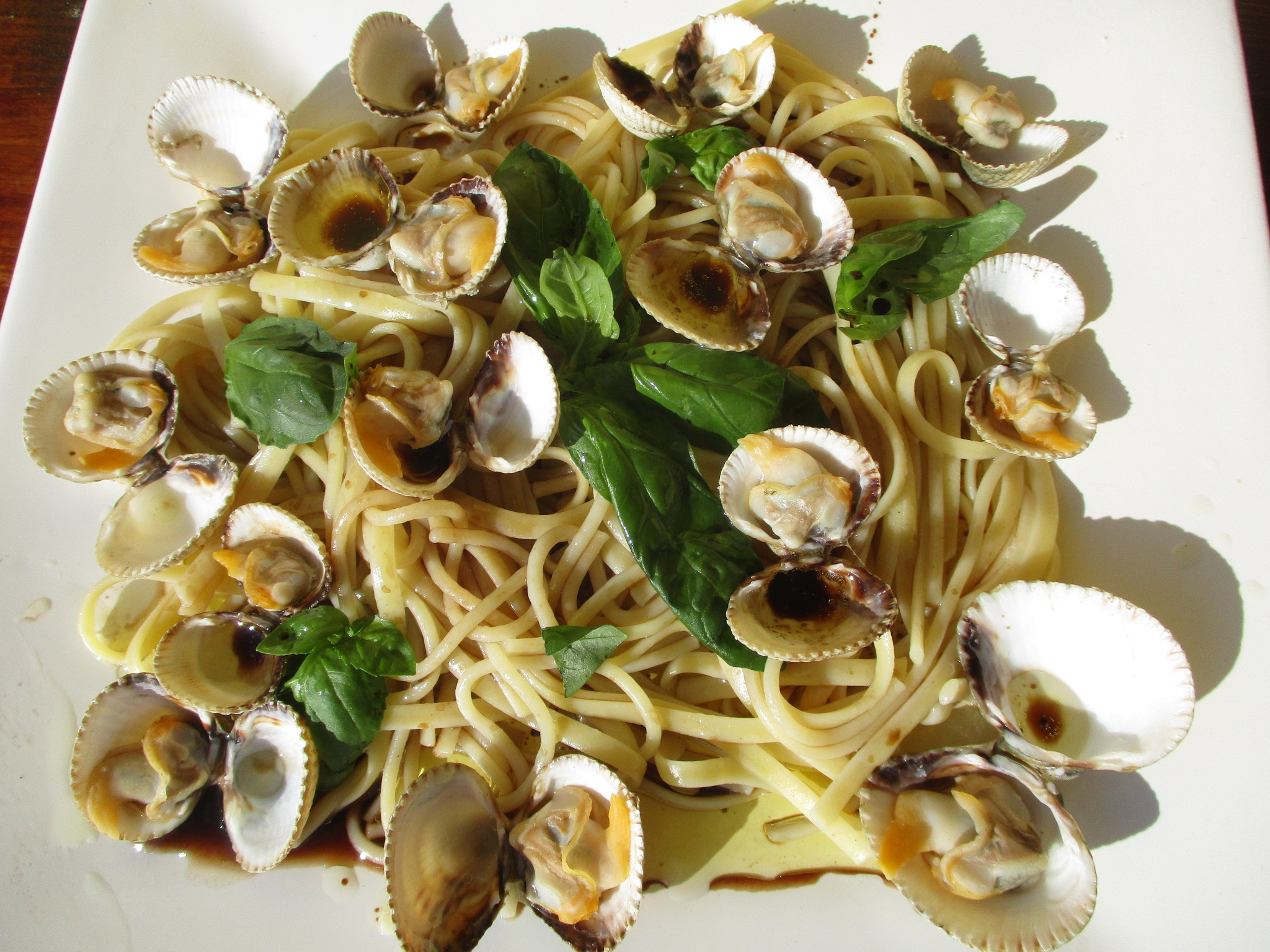
Avec linguine, coques et basilic.
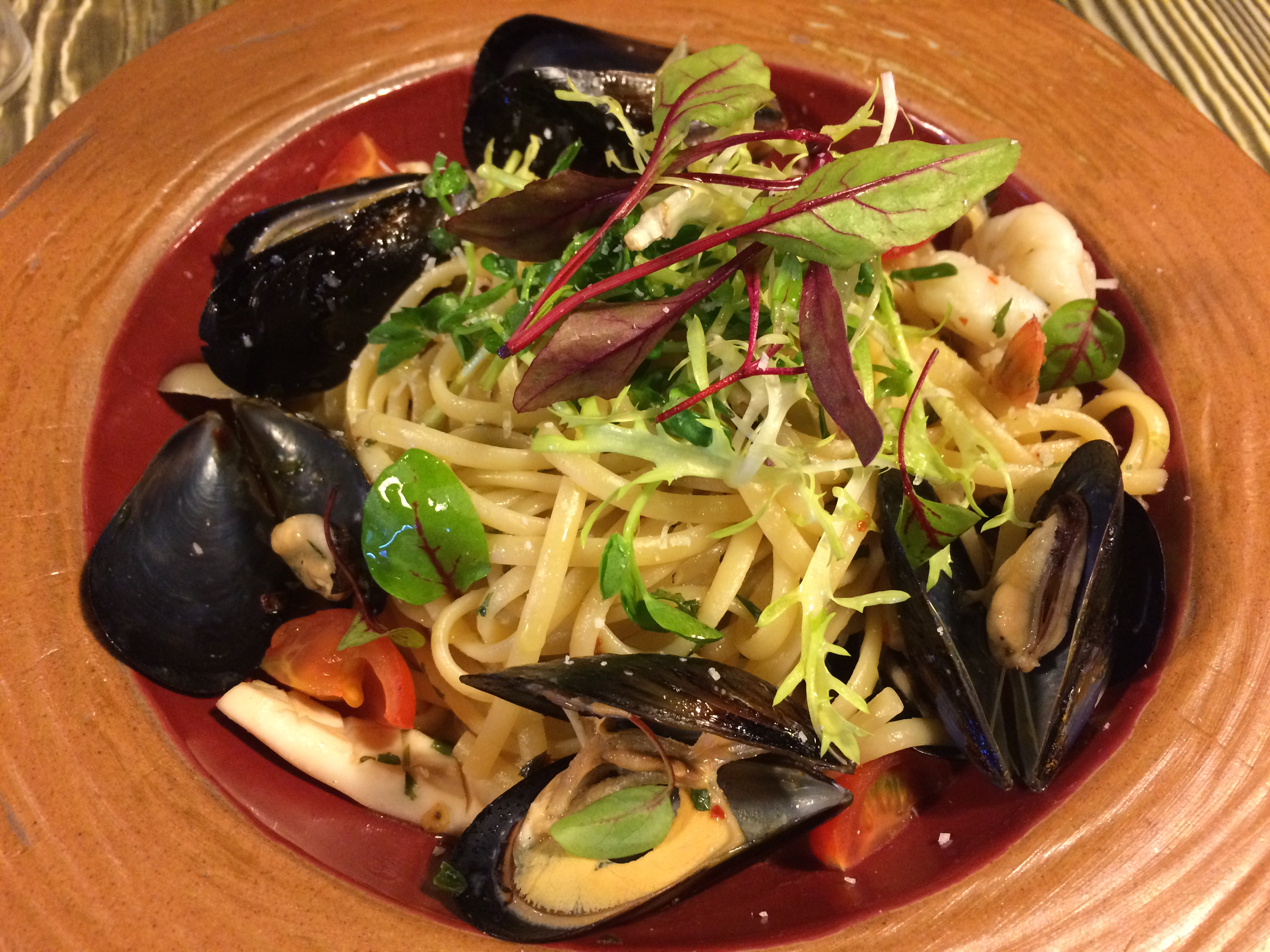
Linguine aux moules.
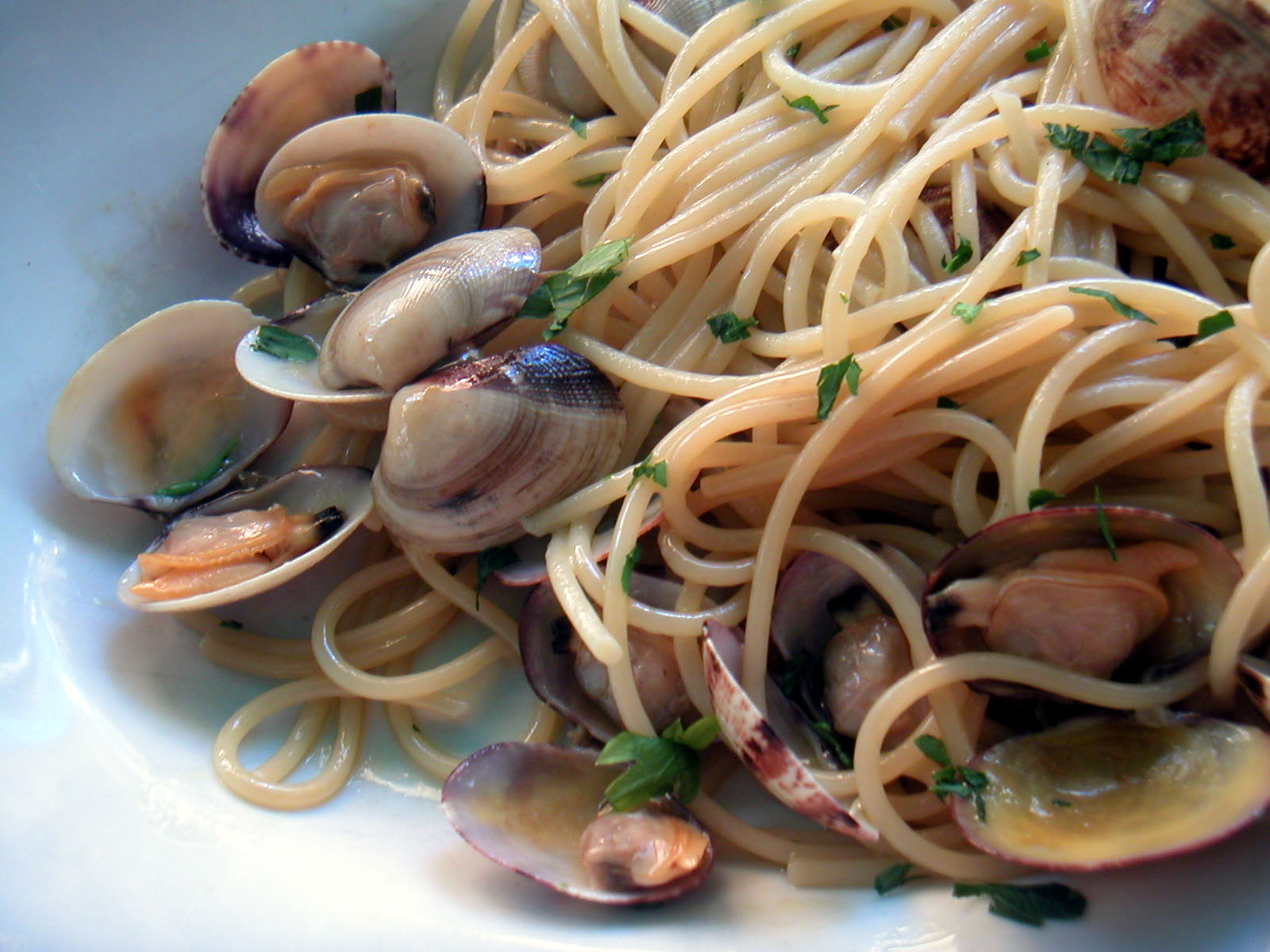
Ail et persil.
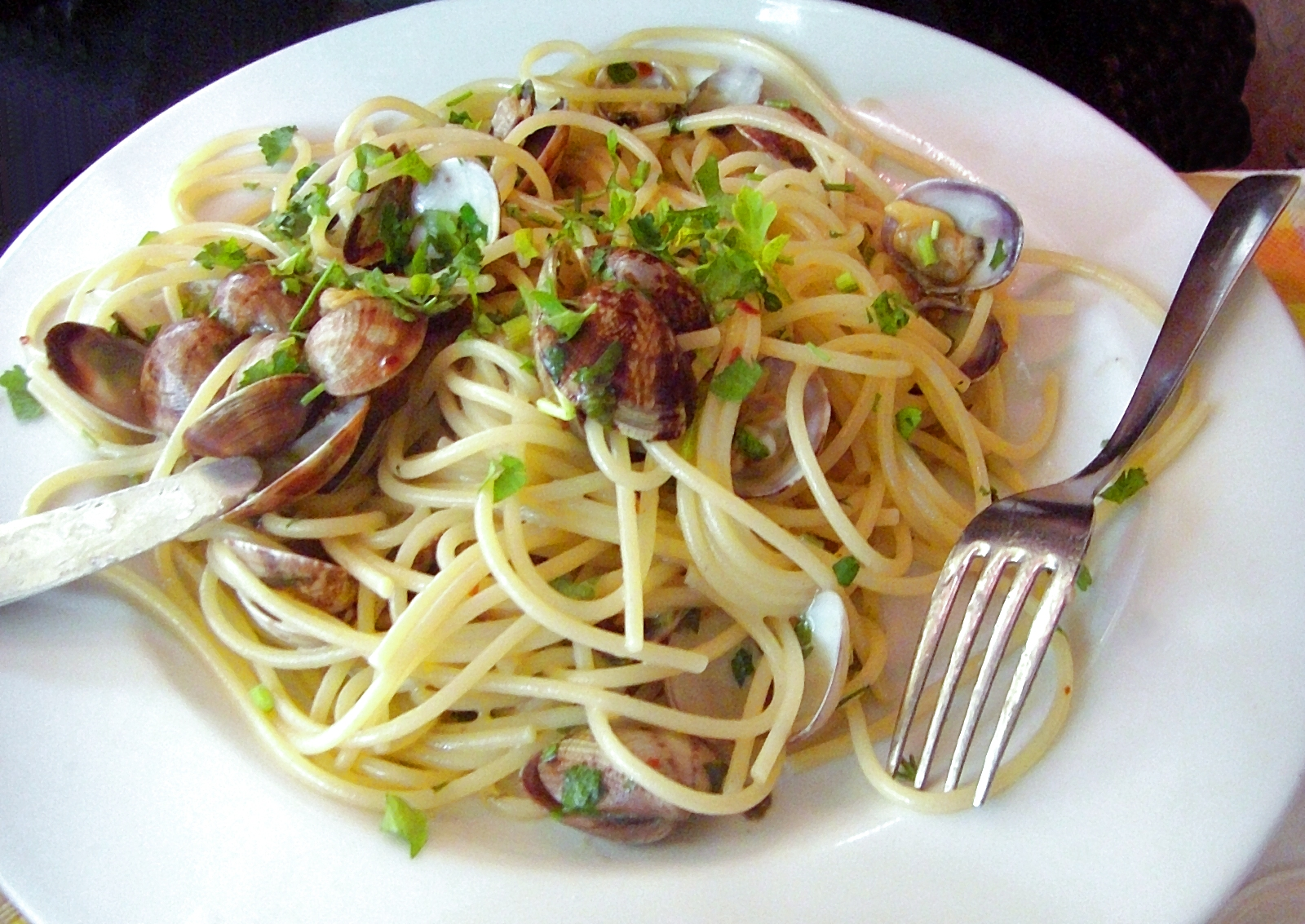
Ail et persil.
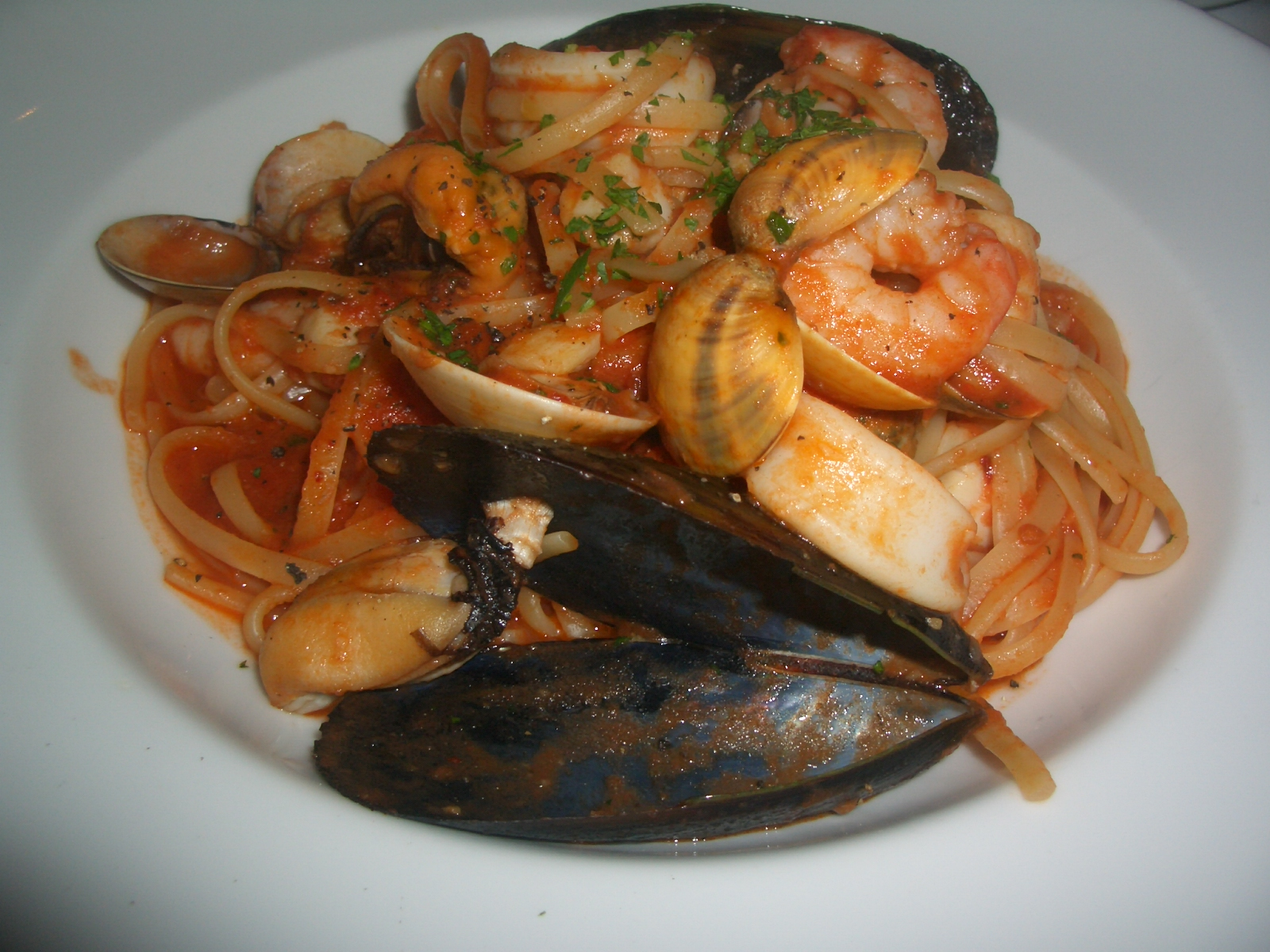
À la sauce tomate.
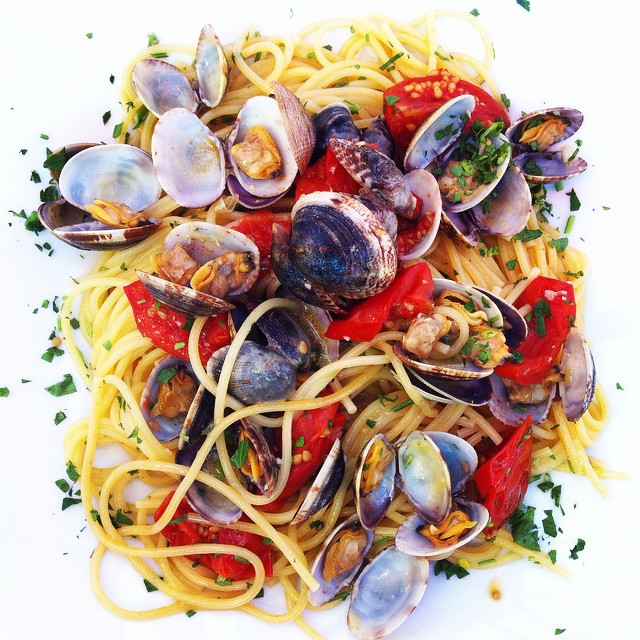
Au poivron grillé.
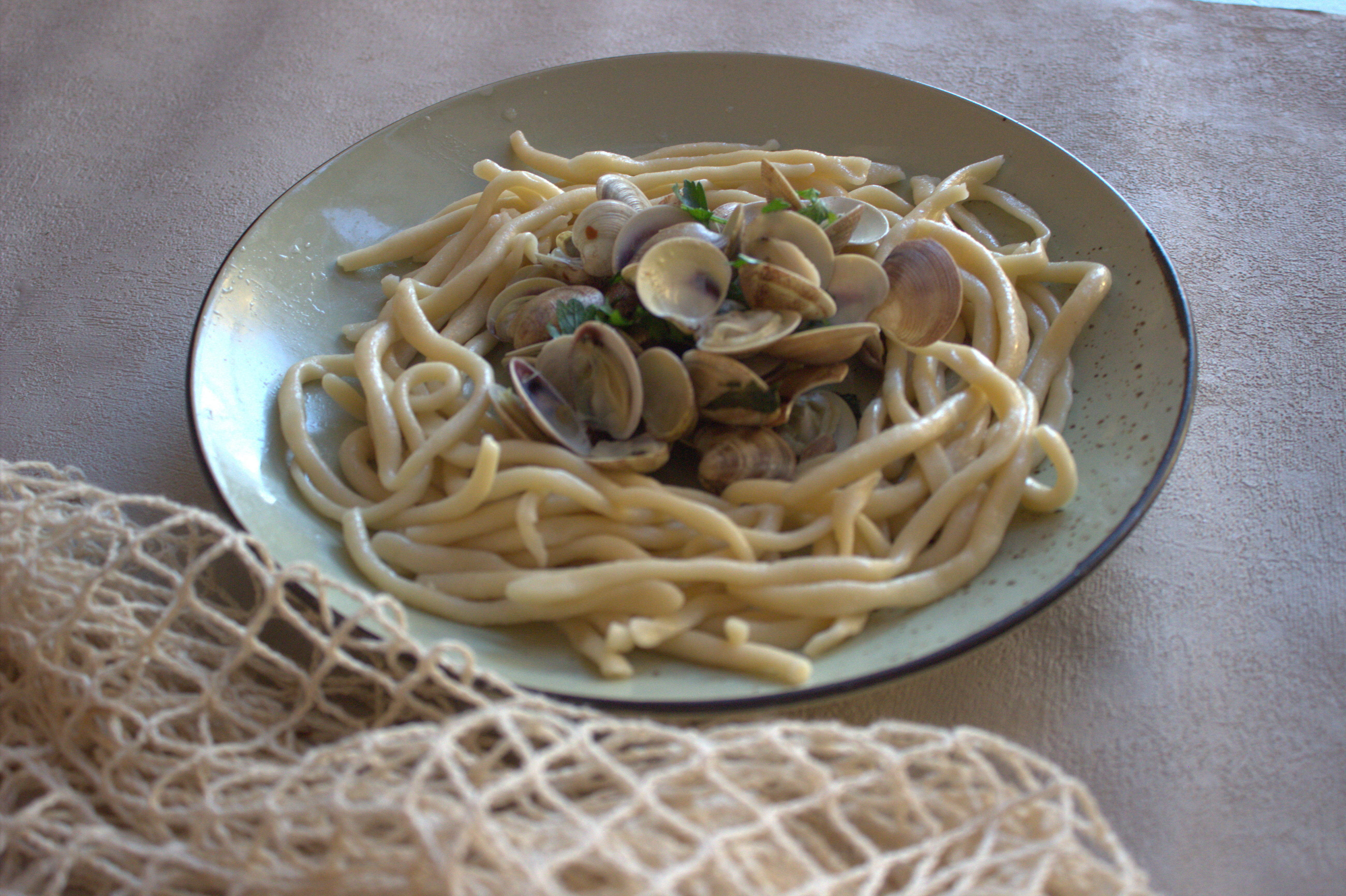
Avec les spaghetti faits à la main.